# Ricky Echolette
Ricky Echolette, eigentlich Wolfgang Neuhaus (* 6. August 1958 in Enger), ist ein deutscher Musiker und ehemaliges Mitglied der deutschen Synthie-Pop-Band Alphaville, bei der er von 1985 bis zu seinem Ausstieg 1997 als Keyboarder, Pianist und Gitarrist tätig war.

## Leben
Im Januar 1985 ersetzte er Frank Mertens, der Alphaville gerade verlassen hatte, nach der Veröffentlichung ihres ersten Albums Forever Young.
Marian Gold, ein alter Freund von ihm, hatte Echolette bereits zwei Jahre zuvor gebeten, der Gruppe beizutreten, aber er lehnte das Angebot ab, da er in Marians früherer Gruppe Chinchilla Green blieb.
Er verließ Alphaville 1997 während der Produktion von Salvation und lebt heute mit seiner Familie in Südfrankreich.